# Dasychira baibarana
Dasychira baibarana är en fjärilsart som beskrevs av Matsumura 1927. Dasychira baibarana ingår i släktet Dasychira och familjen tofsspinnare. Inga underarter finns listade i Catalogue of Life.